# Mistrovství Evropy v orientačním běhu 2016
11. Mistrovství Evropy v orientačním běhu se uskutečnilo ve dnech 21.–28. května 2016 v České republice, s hlavním centrem ve Jeseníku, lázeňském městě na severovýchodě země. Současně s ním proběhlo i Mistrovství Evropy v Trail-O, což umožnilo spojení dvou významných soutěží orientačních sportů do jednoho rozsáhlého šampionátu. Mistrovství hostilo několik různorodých disciplín, včetně klasického závodu, sprintu, střední trati, štafet a poprvé i sprintových štafet, které měly premiéru na evropském šampionátu. Tyto smíšené štafetové závody se konaly v Bruntálu a přinesly novou dynamiku do programu soutěže. Organizaci mistrovství zajišťoval Český svaz orientačních sportů ve spolupráci s Jesenickým sdružením orientačních sportů. Terény v oblasti Jeseníků nabídly pestré výzvy pro závodníky – od městských sprintových tras v Jeseníku až po náročné horské pasáže na dlouhých tratích. Závody byly součástí Světového poháru v orientačním běhu 2016 a přilákaly špičkové evropské orientační běžce i závodníky v Trail-O. Kromě soutěžních disciplín byla součástí akce i řada doprovodných událostí, včetně veřejných závodů pro amatérské běžce.

## Program mistrovství
Mistrovství Evropy v orientačním běhu 2016 se konalo ve dnech 21.–28. května a zahrnovalo soutěže v pěti hlavních disciplínách: sprint, krátká trať, klasická trať, štafety a sprintové štafety. Jednotlivé závody probíhaly na různých místech v Jesenících a okolních oblastech, přičemž hlavním centrem šampionátu bylo město Jeseník. Horský terén Jeseníků, Rychlebských hor a Zlatohorské vrchoviny nabídl účastníkům technicky náročné tratě, zatímco městské lokality posloužily pro rychlé sprintové závody. Největší novinkou v programu bylo zařazení sprintových štafet, které měly svou premiéru na evropském šampionátu.
Program Mistrovství Evropy byl zveřejněn v souladu s Pravidly IOF v Bulletinu číslo tři:
| Jeseník Centrum Mistrovství Evropy 2016 ČESKÁ REPUBLIKA | Den        | Závod                | Centrum závodu |
| ------------------------------------------------------- | ---------- | -------------------- | -------------- |
| Jeseník Centrum Mistrovství Evropy 2016 ČESKÁ REPUBLIKA | 21. května | Sprintové štafety    | Bruntál        |
| Jeseník Centrum Mistrovství Evropy 2016 ČESKÁ REPUBLIKA | 22. května | Kvalifikace – Sprint | Jeseník        |
| Jeseník Centrum Mistrovství Evropy 2016 ČESKÁ REPUBLIKA | 22. května | Finále – Sprint      | Lázně Jeseník  |
| Jeseník Centrum Mistrovství Evropy 2016 ČESKÁ REPUBLIKA | 23. května | Kvalifikace – Long   | Bílá Voda      |
| Jeseník Centrum Mistrovství Evropy 2016 ČESKÁ REPUBLIKA | 24. května | Finále – Long        | Bílá Voda      |
| Jeseník Centrum Mistrovství Evropy 2016 ČESKÁ REPUBLIKA | 26. května | Kvalifikace – Middle | Horní Údolí    |
| Jeseník Centrum Mistrovství Evropy 2016 ČESKÁ REPUBLIKA | 27. května | Finále – Middle      | Černá Voda     |
| Jeseník Centrum Mistrovství Evropy 2016 ČESKÁ REPUBLIKA | 28. května | Štafety              | Černá Voda     |

Každý závod byl zakončen slavnostním vyhlášením vítězů, přičemž závěrečný ceremoniál proběhl 28. května v Černé Vodě. Kromě soutěžních závodů byly součástí mistrovství i doprovodné veřejné závody, které umožnily amatérským běžcům vyzkoušet si tratě v okolí Jeseníku.

## Účastníci
Mistrovství Evropy v orientačním běhu 2016 se zúčastnili sportovci z 33 členských výprav Mezinárodní federace orientačního běhu. Celkem startovalo 324 závodníků, z toho 178 mužů a 146 žen. Společně s trenéry, funkcionáři a organizačním týmem se celkový počet akreditovaných osob vyšplhal na 387 účastníků.
- Austrálie (1+1)
- Rakousko (6+4)
- Belgie (4+0)
- Bulharsko (3+3)
- Kanada (1+1)
- Chorvatsko (0+0)
- Česko (12+12)
- Dánsko (6+5)
- Estonsko (9+6)
- Finsko (13+9)
- Francie (8+4)
- Německo (7+3)
- Spojené království (10+8)
- Maďarsko (6+6)
- Irsko (7+1)
- Izrael (3+0)
- Itálie (5+3)
- Lotyšsko (8+4)
- Litva (7+4)
- Nový Zéland (3+3)
- Norsko (11+10)
- Polsko (5+4)
- Portugalsko (3+0)
- Rumunsko (3+1)
- Rusko (12+12)
- Slovensko (5+1)
- Slovinsko (0+0)
- Španělsko (4+0)
- Švédsko (14+10)
- Švýcarsko (12+9)
- Ukrajina (7+6)
- USA (1+0)

- Poznámka: Čísla v závorkách označují počet mužů a žen v jednotlivých výpravách.*[2]

Několik českých reprezentantů se během šampionátu potýkalo se zdravotními komplikacemi, které ovlivnily jejich výkony. Vojtěch Král si při závodě na krátké trati poranil koleno při pádu v hustníku, což mu způsobilo ztrátu orientace a zpomalilo ho o více než minutu. Miloš Nykodým si zase silně nakopl palec, což negativně ovlivnilo jeho výkon nejen v závodě, ale i v následujících dnech. Kvůli tomu byl nakonec nucen vynechat sprint, který byl na programu následující den.

## Mediální pokrytí
Závody Mistrovství Evropy v orientačním běhu 2016 byly v České republice vysílány s přímými přenosy na kanálu ČT sport. Česká televize zajišťovala rozsáhlé zpravodajství, které zahrnovalo přenosy klíčových závodů v různých disciplínách:  
- Sprintové štafety – 21. května 2016, Bruntál, 12:15–13:50
- Sprint (finále) – 22. května 2016, Jeseník – Priessnitzovy lázně, 15:55–18:00 (zařazeno do hlavního večerního vysílání ČT sport po finále MS v ledním hokeji)
- Krátká trať (finále) – 27. května 2016, Černá Voda, 14:00–16:15 (muži – záznam), 15:45–18:00 (ženy – živě, v závislosti na French Open)
- Štafety – 28. května 2016, Černá Voda, 10:00–12:00 (muži), 12:00–14:00 (ženy)

Na přípravě televizních přenosů se podílel zkušený tým České televize v čele s režisérem K. Jonákem, vedoucím produkce K. Vilímcem a hlavním kameramanem P. Brynychem. Komentování závodů zajišťovali P. Kubásek a bývalý reprezentant Tomáš Dlabaja, zatímco celkovou koordinaci vysílání za ČSOS měli na starosti Ivan Matějů a Jiří Šubrt. Kromě živých přenosů připravila Česká televize Brno (P. Kubásek, J. Vařek) také 60minutový souhrnný dokument, který byl odvysílán 4. června 2016.

## Závod sprintových štafet (Sprint Relay)

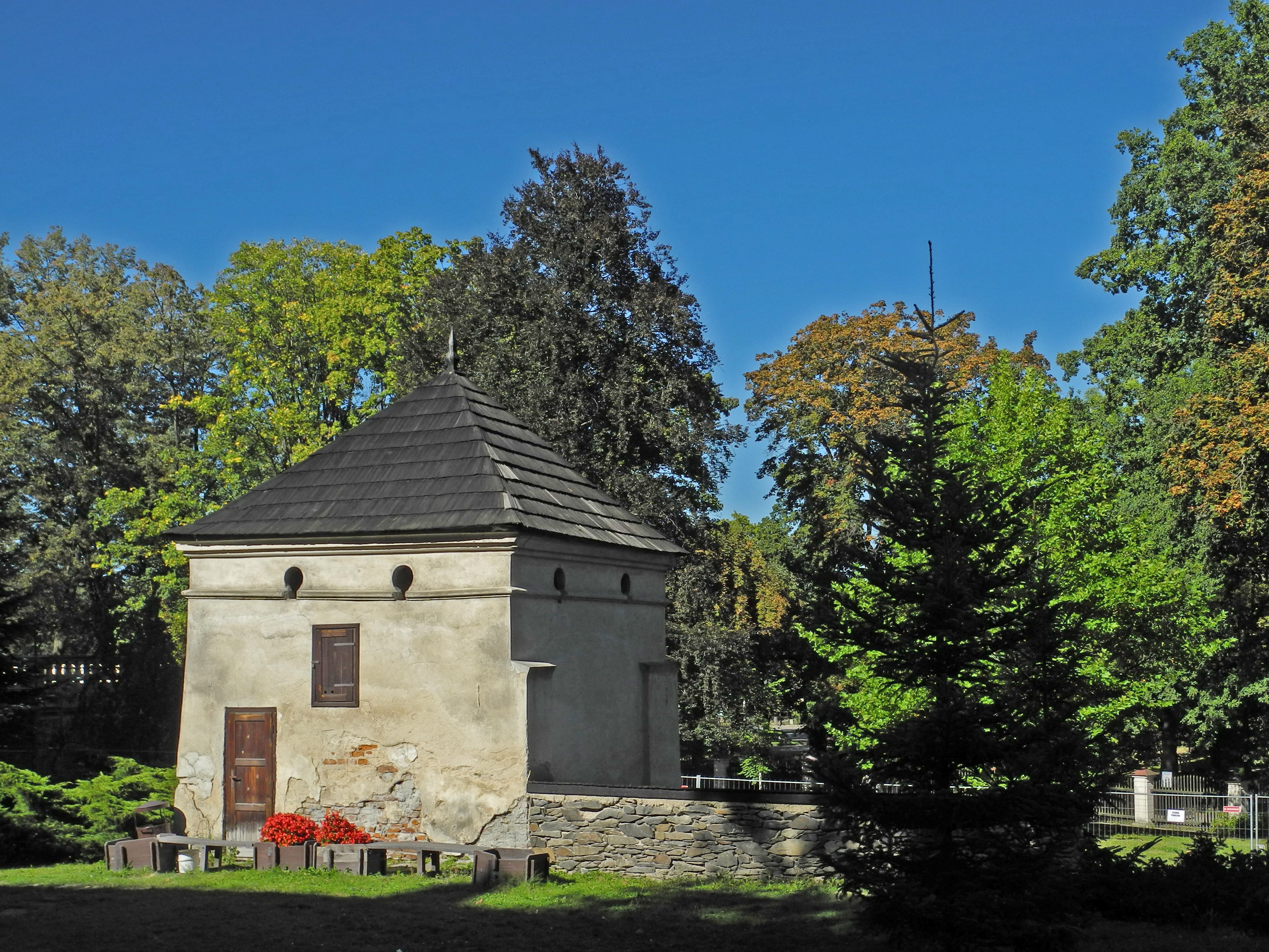
Součástí sprintu štafet byly průběhy zámeckého parku v Bruntále

Sprintové štafety byly na Mistrovství Evropy v orientačním běhu 2016 zařazeny do programu poprvé v historii. Závod proběhl 21. května v Bruntále, kde se běželo městským prostředím kombinujícím historické centrum, přilehlé parky a sídlištní zástavbu. Trasa nabízela dynamický závod s rychlými rozhodnutími a možností více variant postupů. Každý tým tvořili dva muži a dvě ženy, přičemž pořadí úseků bylo pevně dané: žena – muž – muž – žena. Hned v úvodu došlo k několika strategickým chybám, které zamíchaly pořadím. Rozhodující momenty přišly zejména na prvním a druhém úseku, kde si někteří favorité zkomplikovali cestu nevýhodnou volbou postupu. V napínavém finále se o vítězství přetahovaly štafety Ruska, Švýcarska a Dánska. Na posledním úseku se rozhodovalo mezi ruskou závodnicí Galinou Vinogradovou a dánskou běžkyní Majou Alm, která však chybovala v závěrečné části tratě. Díky tomu si Rusko doběhlo pro historicky první titul v této disciplíně na evropském šampionátu. Stříbro získalo Dánsko a bronz patřil Švýcarsku. Český tým ve složení Denisa Kosová, Jan Procházka, Vojtěch Král a Jana Knapová obsadil páté místo.
| - Traťové parametry: úsek 1 a 4: 3.8 km, 20 kontrol, 30m převýšení; úsek 2 a 3: 4.3 km, 24 kontrol, 30m převýšení - Mapa: Bruntál 1 : 5 000, E = 2,5 m - 18 štafet |                                                                                  |         |        |
| Umístění | Jména                                                                            | Čas     | Ztráta |
| Zlatá medaile | Rusko – (Natalia Vinogradova, Gleb Tikhonov, Andrey Khramov, Galina Vinogradova) | 1:03:01 |        |
| Stříbrná medaile | Dánsko – (Cecilie Klysner, Tue Lassen, Soren Bobach, Maja Alm)                   | 1:03:15 | +0:14  |
| Bronzová medaile | Švýcarsko – (Judith Wyder, Andreas Kyburz, Martin Hubmann, Rahel Friederich)     | 1:03:28 | +0:27  |
| 4. | Finsko – (Marja Rantanen, Topi Raitanen, Aleksi Niemi, Venla Harju)              | 1:04:15 | +1:14  |
| 5. | Česko – (Denisa Kosová, Jan Procházka, Vojtěch Král, Jana Knapová)               | 1:04:45 | +1:44  |
| 6. | Francie – (Amélie Chataing, Frédéric Tranchand, Lucas Basset, Léa Vercellotti)   | 1:05:28 | +2:27  |
| Oficiální výsledky (IOF) |                                                                                  |         |        |

## Závod ve sprintu (Sprint) – finále

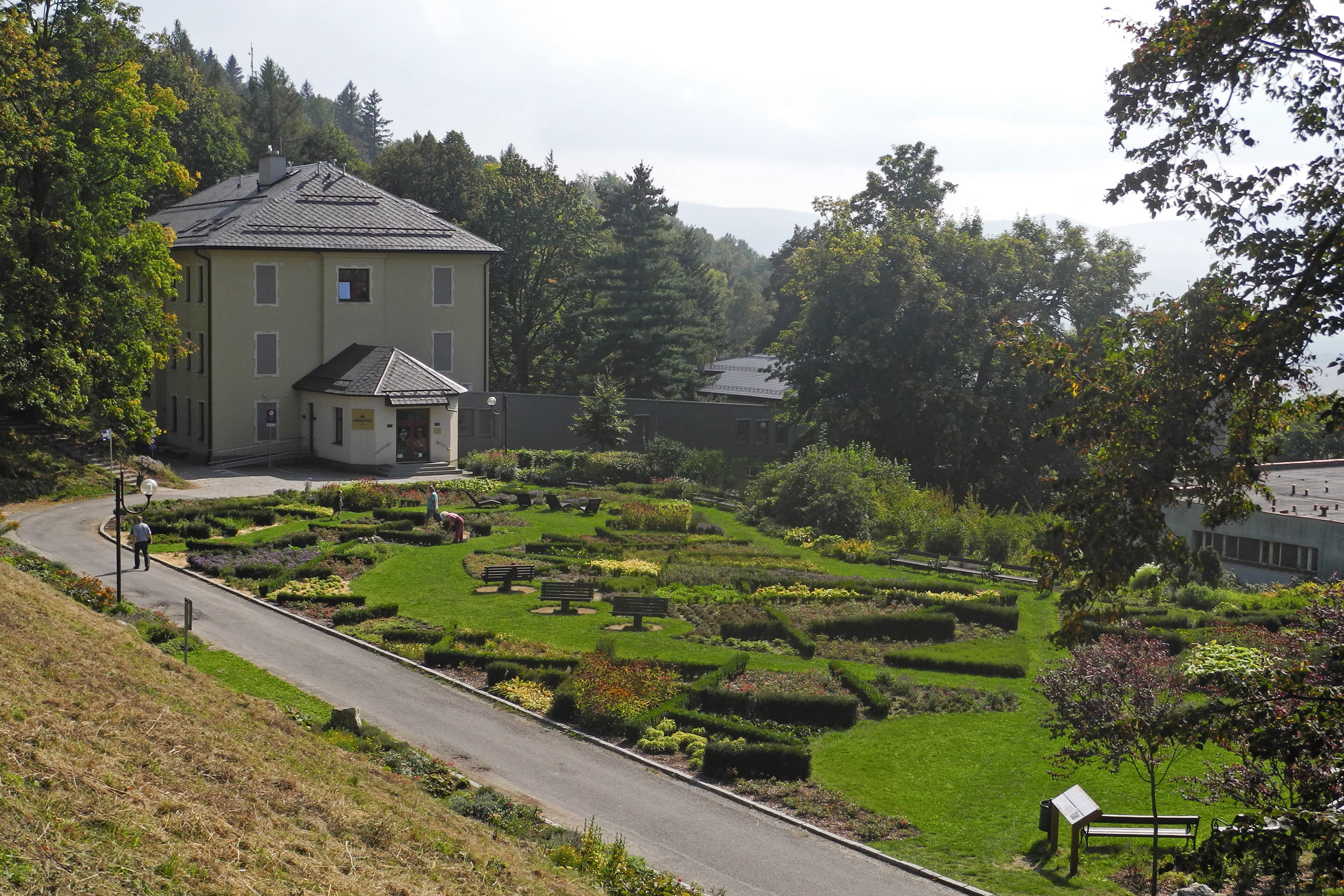
Sprintu jednotlivců se odehrál v areálu Priessnitzových lázní v Jeseníku.

Individuální sprint se konal 22. května ve městě Jeseník, přičemž finálová část závodu probíhala v areálu Priessnitzových lázní. Tratě byly postaveny tak, aby prověřily nejen rychlost závodníků, ale také jejich schopnost orientace v členitém terénu s množstvím budov, schodišť a otevřených ploch. Sprint se skládal ze dvou částí – dopolední kvalifikace a odpoledního finále. V kvalifikaci, která se běžela v ulicích Jeseníku, se závodníci snažili o postup do finále A, kde se bojovalo o medaile. Nejlepší výkon v kvalifikaci podali favorizovaní skandinávští závodníci a zástupci Švýcarska, kteří si zajistili dobré startovní pozice pro odpolední část závodu.
Finále nabídlo napínavý souboj mezi několika favority, přičemž rozhodující momenty nastaly při volbě postupů v kopcovité části lázeňského areálu. U mužů si pro vítězství doběhl Matthias Kyburz, který zvítězil díky rychlému a preciznímu výkonu v závěrečné pasáži trati. Druhé místo obsadil Gustav Bergman ze Švédska a třetí skončil jeho švýcarský krajan Florian Howald. Mezi ženami dominovala Judith Wyderová, která si vybudovala náskok již v první polovině závodu a do cíle doběhla s bezpečným odstupem. Stříbro získala Nadiya Volynska z Ukrajiny a třetí místo obsadila Maja Almová, která o bronzové medaili rozhodla až v závěrečném úseku závodu. Z českých reprezentantů dosáhl nejlepšího výsledku Vojtěch Král, který se umístil na 11. místě. Mezi ženami byla nejúspěšnější Denisa Kosová, která dokončila závod na 24. místě.
Dodatečné úpravy výsledků ve sprintu - V závodě ve sprintu došlo ke kontroverzní situaci při vyhlašování medailistů. Dánská závodnice Maja Almová byla nejprve odsunuta na čtvrté místo na základě sekundárního časoměřicího systému. Po podaném protestu dánským týmem však jury uznala měření hlavním systémem jako jediné oficiální, čímž se Alm vrátila na třetí příčku. Bronzovou medaili jí pořadatelé předali až o tři dny později, při slavnostním ceremoniálu po závodě na klasické trati.
| Zkrácené výsledky                                                                                           | Zkrácené výsledky                                                                                           | Zkrácené výsledky                                                                                           | Zkrácené výsledky                                                                                           | Zkrácené výsledky                                                                                          | Zkrácené výsledky                                                                                          | Zkrácené výsledky                                                                                          | Zkrácené výsledky                                                                                          |
| Muži | Muži | Muži | Muži | Ženy | Ženy | Ženy | Ženy |
| --- | --- | --- | --- | --- | --- | --- | --- |
| - Traťové parametry: 3,4 km, 130m převýšení, 22 kontrol - Mapa: Priessnitz 1:5000, E = 2,5 m - 52 závodníků | - Traťové parametry: 3,4 km, 130m převýšení, 22 kontrol - Mapa: Priessnitz 1:5000, E = 2,5 m - 52 závodníků | - Traťové parametry: 3,4 km, 130m převýšení, 22 kontrol - Mapa: Priessnitz 1:5000, E = 2,5 m - 52 závodníků | - Traťové parametry: 3,4 km, 130m převýšení, 22 kontrol - Mapa: Priessnitz 1:5000, E = 2,5 m - 52 závodníků | - Traťové parametry: 3,0 km, 115m převýšení, 18 kontrol - Mapa: Priessnitz 1:5000, E = 2,5 m - 52 závodnic | - Traťové parametry: 3,0 km, 115m převýšení, 18 kontrol - Mapa: Priessnitz 1:5000, E = 2,5 m - 52 závodnic | - Traťové parametry: 3,0 km, 115m převýšení, 18 kontrol - Mapa: Priessnitz 1:5000, E = 2,5 m - 52 závodnic | - Traťové parametry: 3,0 km, 115m převýšení, 18 kontrol - Mapa: Priessnitz 1:5000, E = 2,5 m - 52 závodnic |
| Umístění | Jméno | Čas | Ztráta | Umístění                                                                                                   | Jméno | Čas | Ztráta |
| Zlatá medaile                                                                                               | Matthias Kyburz                                                                                             | 13:42 | | Zlatá medaile                                                                                              | Judith Wyder                                                                                               | 14:23 | |
| Stříbrná medaile                                                                                            | Gustav Bergman                                                                                              | 13:44 | +0:02 | Stříbrná medaile                                                                                           | Nadiya Volynska                                                                                            | 14:28 | +0:05 |
| Bronzová medaile                                                                                            | Florian Howald                                                                                              | 13:45 | +0:03 | Bronzová medaile                                                                                           | Galina Vinogradova                                                                                         | 14:34 | +0:11 |
| 4. | Martin Regborn                                                                                              | 13:59 | +0:17 | Bronzová medaile                                                                                           | Maja Alm                                                                                                   | 14:34 | +0:11 |
| 5. | Daniel Hubmann                                                                                              | 14:08 | +0:26 | 5. | Merja Rantanen                                                                                             | 14:36 | +0:13 |
| 6. | Håkon Jarvis Westergård                                                                                     | 14:16 | +0:34 | 6. | Elena Roos                                                                                                 | 14:52 | +0:29 |
| Oficiální výsledky (IOF)                                                                                    | | | | | | | |

## Závod na klasické trati (Long) - finále

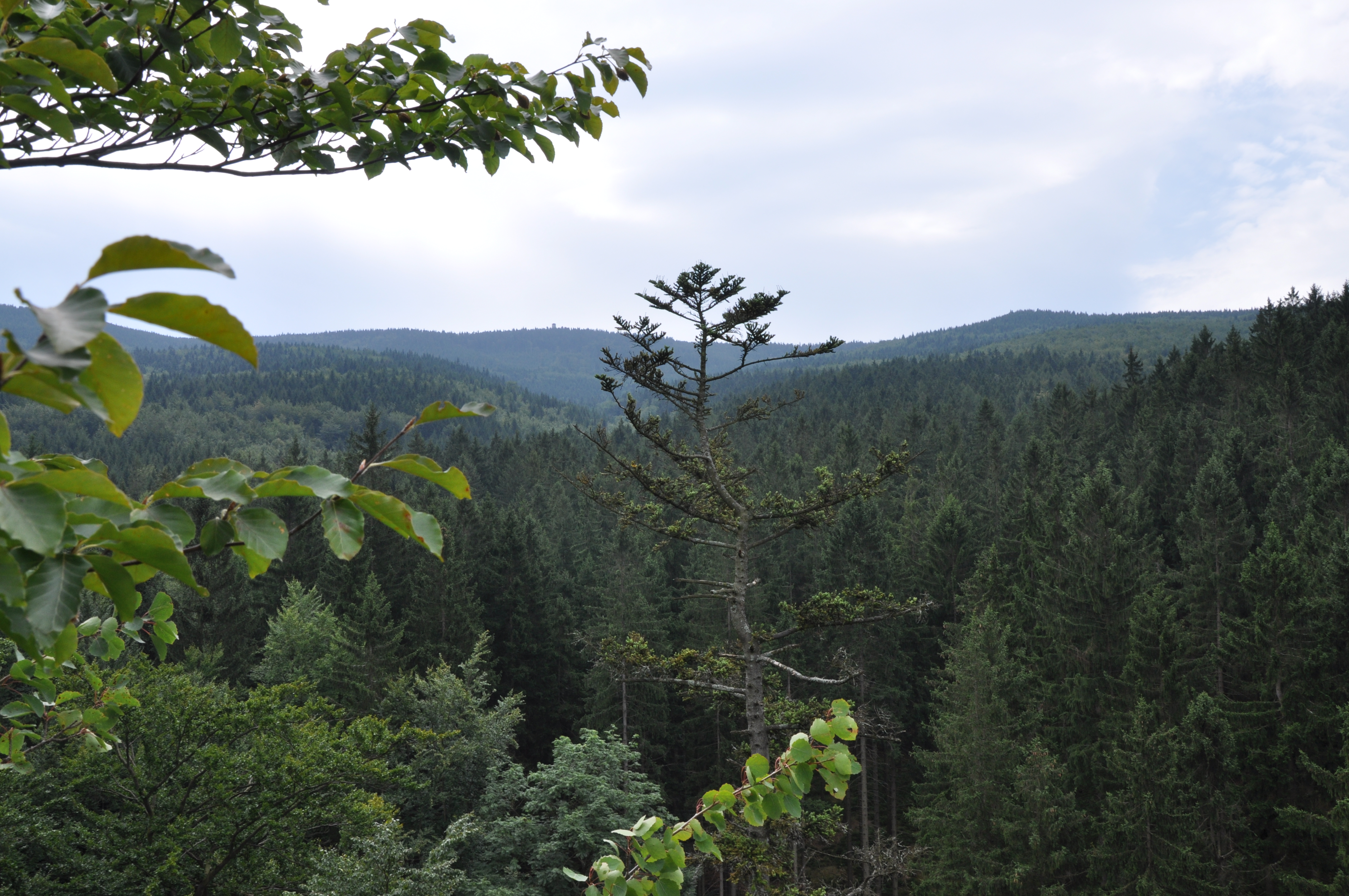
Lesy Rychlebských hor poblíž obce Bílá Voda

Závod na klasické trati proběhl 24. května v oblasti Bílá Voda, kde na závodníky čekal kopcovitý terén Rychlebských hor s kombinací soustavného stoupání, dlouhých voleb postupů a technicky náročných dohledávek. Start byl umístěn vysoko nad cílovou arénou, což znamenalo, že běžci museli zvládnout velké množství klesání, ale zároveň náročné přechody přes hřebeny a údolí. V mužském závodě na 16,1 km s převýšením 650 m se od začátku drželi ve vedení favorité. Klíčovým momentem byl dlouhý postup na pátou kontrolu, kde mnozí závodníci volili různé varianty – přímější cestu přes hustníky nebo delší, ale rychlejší obíhačku po cestě. Nejlépe si vedl Daniel Hubmann, který měl konzistentní tempo a v závěru si udržel dostatečný náskok na norského běžce Magne Dæhli, který skončil druhý se ztrátou +1:22. Třetí místo obsadil Martin Regborn ze Švédska (+2:08). V ženském závodě na 10,3 km s převýšením 410 m se už od úvodních kontrol dostala do čela švédská závodnice Tove Alexandersson, která si dokázala udržet náskok až do cíle. Rozhodující moment nastal v závěru trati, kdy Alexandersson udělala chybu v dohledávce jedné z posledních kontrol, ale přesto si udržela vítězství s časem 1:14:20. Stříbrnou medaili získala norská veteránka Anne Margrethe Hausken Nordberg (+0:41), zatímco bronz si odvezla ruská běžkyně Svetlana Mironova (+2:37). Českým závodníkům se na klasické trati nedařilo podle očekávání. Nejlepší výsledek zaznamenal Jan Šedivý, který doběhl na 10. místě. V ženách se nejlépe umístila Dana Šafka Brožková, která obsadila 8. místo v hodnocení ME.
| Zkrácené výsledky                                                                                        | Zkrácené výsledky                                                                                        | Zkrácené výsledky                                                                                        | Zkrácené výsledky                                                                                        | Zkrácené výsledky                                                                                       | Zkrácené výsledky                                                                                       | Zkrácené výsledky                                                                                       | Zkrácené výsledky                                                                                       |
| Muži | Muži | Muži | Muži | Ženy | Ženy | Ženy | Ženy |
| --- | --- | --- | --- | --- | --- | --- | --- |
| - Traťové parametry: 16,1 km, 650m převýšení, 23 kontrol - Mapa: Muflon 1:15 000, E = 5 m - 50 závodníků | - Traťové parametry: 16,1 km, 650m převýšení, 23 kontrol - Mapa: Muflon 1:15 000, E = 5 m - 50 závodníků | - Traťové parametry: 16,1 km, 650m převýšení, 23 kontrol - Mapa: Muflon 1:15 000, E = 5 m - 50 závodníků | - Traťové parametry: 16,1 km, 650m převýšení, 23 kontrol - Mapa: Muflon 1:15 000, E = 5 m - 50 závodníků | - Traťové parametry: 10,3 km, 410m převýšení, 15 kontrol - Mapa: Muflon 1:15 000, E = 5 m - 51 závodnic | - Traťové parametry: 10,3 km, 410m převýšení, 15 kontrol - Mapa: Muflon 1:15 000, E = 5 m - 51 závodnic | - Traťové parametry: 10,3 km, 410m převýšení, 15 kontrol - Mapa: Muflon 1:15 000, E = 5 m - 51 závodnic | - Traťové parametry: 10,3 km, 410m převýšení, 15 kontrol - Mapa: Muflon 1:15 000, E = 5 m - 51 závodnic |
| Umístění                                                                                                 | Jméno | Čas | Ztráta                                                                                                   | Umístění                                                                                                | Jméno                                                                                                   | Čas | Ztráta                                                                                                  |
| Zlatá medaile                                                                                            | Daniel Hubmann                                                                                           | 1:36:25                                                                                                  | | Zlatá medaile                                                                                           | Tove Alexandersson                                                                                      | 1:14:20                                                                                                 | |
| Stříbrná medaile                                                                                         | Magne Daehli                                                                                             | 1:37:47                                                                                                  | +1:22 | Stříbrná medaile                                                                                        | Anne-Margrethe Hausken Nordberg                                                                         | 1:15:01                                                                                                 | +0:41                                                                                                   |
| Bronzová medaile                                                                                         | Martin Regborn                                                                                           | 1:38:33                                                                                                  | +2:08 | Bronzová medaile                                                                                        | Svetlana Mironova                                                                                       | 1:16:53                                                                                                 | +2:33                                                                                                   |
| 4. | Carl Godager Kaas                                                                                        | 1:38:35                                                                                                  | +2:10 | 4. | Natalia Vinogradova                                                                                     | 1:17:17                                                                                                 | +2:57                                                                                                   |
| 5. | Baptiste Rollier                                                                                         | 1:39:23                                                                                                  | +2:58 | 5. | Sabine Hauswirth                                                                                        | 1:18:24                                                                                                 | +4:04                                                                                                   |
| 6. | Fredrik Bakkman                                                                                          | 1:39:32                                                                                                  | +3:07 | 6. | Hollie Orr                                                                                              | 1:18:50                                                                                                 | +4:30                                                                                                   |
| Oficiální výsledky (IOF)                                                                                 | | | | | | | |

## Závod na krátké trati (Middle) – finále
Závod na krátké trati se uskutečnil 27. května v oblasti Černá Voda, která nabízela technicky velmi náročný terén s množstvím skalek, kamenitých pasáží a hustníků. Tratě vyžadovaly precizní mapovou techniku a rychlá rozhodnutí, přičemž klíčovou roli sehrálo správné načasování dohledávek a volby postupů mezi kontrolami. V mužské kategorii na trati 5,7 km s převýšením 210 m a 24 kontrolami zvítězil Matthias Kyburz ze Švýcarska s časem 31:56. Stříbrnou medaili si odvezl Gustav Bergman ze Švédska (+0:34) a bronz získal Lucas Basset z Francie (+0:51). Nejlepší český závodník Jan Šedivý obsadil dělené 6. místo společně s ruským reprezentantem Valentinem Novikovem (+1:47)e běžela trať o délce 5,0 km s převýšením 170 m a 21 kontrolami. Nejrychlejší čas zaznamenala Tove Alexandersson ze Švédska, která zvítězila s časem 32:37. Stříbro získala Judith Wyderová ze Švýcarska (+2:13) a bronz brala Marika Teini z Finska (+2:25). Z českých závodnic byla nejúspěšnější Jana Knapová, která doběhla na 22. místě.
| Zkrácené výsledky                                                                                             | Zkrácené výsledky                                                                                             | Zkrácené výsledky                                                                                             | Zkrácené výsledky                                                                                             | Zkrácené výsledky                                                                                            | Zkrácené výsledky                                                                                            | Zkrácené výsledky                                                                                            | Zkrácené výsledky                                                                                            |
| Muži | Muži | Muži | Muži | Ženy | Ženy | Ženy | Ženy |
| --- | --- | --- | --- | --- | --- | --- | --- |
| - Traťové parametry: 5,7 km, 210m převýšení, 24 kontrol. - Mapa: Mramorový 1 : 10 000, E = 5 m - 51 závodníků | - Traťové parametry: 5,7 km, 210m převýšení, 24 kontrol. - Mapa: Mramorový 1 : 10 000, E = 5 m - 51 závodníků | - Traťové parametry: 5,7 km, 210m převýšení, 24 kontrol. - Mapa: Mramorový 1 : 10 000, E = 5 m - 51 závodníků | - Traťové parametry: 5,7 km, 210m převýšení, 24 kontrol. - Mapa: Mramorový 1 : 10 000, E = 5 m - 51 závodníků | - Traťové parametry: 5,0 km, 170m převýšení, 21 kontrol. - Mapa: Mramorový 1 : 10 000, E = 5 m - 52 závodnic | - Traťové parametry: 5,0 km, 170m převýšení, 21 kontrol. - Mapa: Mramorový 1 : 10 000, E = 5 m - 52 závodnic | - Traťové parametry: 5,0 km, 170m převýšení, 21 kontrol. - Mapa: Mramorový 1 : 10 000, E = 5 m - 52 závodnic | - Traťové parametry: 5,0 km, 170m převýšení, 21 kontrol. - Mapa: Mramorový 1 : 10 000, E = 5 m - 52 závodnic |
| Umístění | Jméno | Čas | Ztráta | Umístění | Jméno | Čas | Ztráta |
| Zlatá medaile                                                                                                 | Matthias Kyburz                                                                                               | 31:56 | | Zlatá medaile                                                                                                | Tove Alexandersson                                                                                           | 32:37 | |
| Stříbrná medaile                                                                                              | Gustav Bergman                                                                                                | 32:30 | +0:34 | Stříbrná medaile                                                                                             | Judith Wyder                                                                                                 | 34:50 | +2:13 |
| Bronzová medaile                                                                                              | Lucas Basset                                                                                                  | 32:47 | +0:51 | Bronzová medaile                                                                                             | Marika Teini                                                                                                 | 35:02 | +2:25 |
| 4. | Oskar Sjöberg                                                                                                 | 32:58 | +1:02 | 4. | Emily Kemp                                                                                                   | 35:21 | +2:44 |
| 5. | Florian Howald                                                                                                | 33:01 | +1:05 | 5. | Maja Alm | 35:27 | +2:50 |
| 6. | Jan Šedivý Valentin Novikov                                                                                   | 33:43 | +1:47 | 6. | Saila Kinni                                                                                                  | 35:35 | +2:58 |
| Oficiální výsledky (IOF)                                                                                      | | | | | | | |

## Závod štafet (Relay)
Závěrečný den mistrovství, 28. května, patřil tradičním štafetám, které se konaly v Černé Vodě. Divácká atmosféra byla velmi intenzivní, protože do arény dorazili fanoušci i účastníci odpoledního Českého poháru. Tratě byly koncipovány tak, aby testovaly kombinaci fyzické připravenosti a rychlého rozhodování ve skalnatém a porostově členitém terénu. V ženském závodě startovalo 28 týmů, přičemž vítězství si odneslo Finsko (Anttonen, Teini, Rantanen) s časem 102:57. Druhé místo obsadilo Švédsko (+0:04) a bronz získalo Rusko (+0:15). Český tým ve složení Denisa Kosová, Dana Šafka Brožková a Jana Knapová doběhl na 8. místě. Mezi 42 mužskými týmy se bojovalo o cenné kovy až do posledních metrů. Zvítězila štafeta Švýcarska (Howald, Rollier, Hubmann M.) s časem 106:07, druhé místo obsadilo Norsko (+0:08) a bronzovou medaili získala Česká republika ve složení Jan Petržela, Jan Šedivý a Vojtěch Král (+0:13). Český tým se držel v čelní skupině po celý závod, přičemž rozhodující moment nastal na třetím úseku, kde Vojtěch Král dokázal udržet kontakt s vedoucími štafetami a vybojoval cenný bronz.
V závěru závodu mužských štafet panovalo velké napětí, když se o medailová umístění bojovalo až do posledních metrů. Český finišman Vojtěch Král si nebyl vědom, že běží o bronzovou medaili, protože si myslel, že švédský závodník Martin Regborn patří do druhé švédské štafety. Král proto v závěrečném sprintu uvolnil tempo, což mu nakonec těsně stačilo na třetí místo, zatímco Regborn dokončil až čtvrtý.
| Výsledky štafetových závodů                                                                               | Výsledky štafetových závodů                                                                               | Výsledky štafetových závodů                                                                               | Výsledky štafetových závodů                                                                               | Výsledky štafetových závodů                                                                               | Výsledky štafetových závodů                                                                               | Výsledky štafetových závodů                                                                               | Výsledky štafetových závodů                                                                               |
| Muži | Muži | Muži | Muži | Ženy | Ženy | Ženy | Ženy |
| Traťové parametry: 6,0-6,3 km, 260 m převýšení, 21-22 kontrol Mapa: Sedm skal 1:10 000, E = 5 m 26 štafet | Traťové parametry: 6,0-6,3 km, 260 m převýšení, 21-22 kontrol Mapa: Sedm skal 1:10 000, E = 5 m 26 štafet | Traťové parametry: 6,0-6,3 km, 260 m převýšení, 21-22 kontrol Mapa: Sedm skal 1:10 000, E = 5 m 26 štafet | Traťové parametry: 6,0-6,3 km, 260 m převýšení, 21-22 kontrol Mapa: Sedm skal 1:10 000, E = 5 m 26 štafet | Traťové parametry: 4,9-5,2 km, 240 m převýšení, 19-20 kontrol Mapa: Sedm skal 1:10 000, E = 5 m 19 štafet | Traťové parametry: 4,9-5,2 km, 240 m převýšení, 19-20 kontrol Mapa: Sedm skal 1:10 000, E = 5 m 19 štafet | Traťové parametry: 4,9-5,2 km, 240 m převýšení, 19-20 kontrol Mapa: Sedm skal 1:10 000, E = 5 m 19 štafet | Traťové parametry: 4,9-5,2 km, 240 m převýšení, 19-20 kontrol Mapa: Sedm skal 1:10 000, E = 5 m 19 štafet |
| Umístění                                                                                                  | Tým a závodníci (Muži)                                                                                    | Čas (Muži)                                                                                                | Ztráta | Umístění                                                                                                  | Tým a závodnice (Ženy)                                                                                    | Čas (Ženy)                                                                                                | Ztráta |
| --- | --- | --- | --- | --- | --- | --- | --- |
| Zlatá medaile                                                                                             | Švýcarsko (Florian Howald, Baptiste Roller, Martin Hubmann)                                               | 1:46:07                                                                                                   | – | Zlatá medaile                                                                                             | Finsko (Sari Anttonen, Marika Teini, Merja Rantanen)                                                      | 1:42:57                                                                                                   | – |
| Stříbrná medaile                                                                                          | Norsko (Carl Godager Kaas, Eskil Kinneberg, Magne Dæhli)                                                  | 1:46:15                                                                                                   | +0:08 | Stříbrná medaile                                                                                          | Švédsko (Lina Strand, Emma Johansson, Tove Alexandersson)                                                 | 1:43:01                                                                                                   | +0:04 |
| Bronzová medaile                                                                                          | Česko (Jan Petržela, Jan Šedivý, Vojtěch Král)                                                            | 1:46:20                                                                                                   | +0:13 | Bronzová medaile                                                                                          | Rusko (Anastasia Rudnaia, Natalia Vinogradova, Svetlana Mironova)                                         | 1:43:12                                                                                                   | +0:15 |
| 4. | Švédsko (Jonas Leandersson, Johan Runesson, Martin Regborn)                                               | 1:47:09                                                                                                   | +1:02 | 4. | Švýcarsko (Julia Gross, Sabine Hauswirth, Judith Wyder)                                                   | 1:43:18                                                                                                   | +0:21 |
| 5. | Rusko (Andrey Khramov, Dmitrii Tsvetkov, Valentin Novikov)                                                | 1:48:01                                                                                                   | +1:54 | 5. | Česko (Denisa Kosová, Dana Šafka Brožková, Jana Knapová)                                                  | 1:47:44                                                                                                   | +4:47 |
| 6. | Rakousko (Helmut Gremmel, Gernot Kerschbaumer, Robert Merl)                                               | 1:48:52                                                                                                   | +2:45 | 6. | Dánsko (Signe Klinting, Ida Bobach, Maja Alm)                                                             | 1:49:31                                                                                                   | +6:34 |
| Oficiální výsledky (IOF)                                                                                  | | | | | | | |

## Medailové pořadí podle zemí
Pořadí zúčastněných zemí podle získaných medailí v jednotlivých závodech mistrovství (tzv. olympijského hodnocení).
| Medailová klasifikace podle zemí | Medailová klasifikace podle zemí | Medailová klasifikace podle zemí | Medailová klasifikace podle zemí | Medailová klasifikace podle zemí | Medailová klasifikace podle zemí |
| Umístění                         | Země                             | Zlato                            | Stříbro                          | Bronz                            | Součet                           |
| -------------------------------- | -------------------------------- | -------------------------------- | -------------------------------- | -------------------------------- | -------------------------------- |
|                                  | Švýcarsko                        | 5                                | 1                                | 2                                | 8                                |
|                                  | Švédsko                          | 2                                | 3                                | 1                                | 6                                |
|                                  | Rusko                            | 1                                | -                                | 3                                | 4                                |
| 4.                               | Finsko                           | 1                                | 0                                | 1                                | 2                                |
| 5.                               | Norsko                           | -                                | 3                                | -                                | 3                                |
| 6.                               | Dánsko                           | -                                | 1                                | 1                                | 2                                |
| 7.                               | Ukrajina                         | -                                | 1                                | -                                | 1                                |
| 8.                               | Česko                            | -                                | -                                | 1                                | 1                                |
| 8.                               | Francie                          | -                                | -                                | 1                                | 1                                |

## Česká reprezentace na ME
Česko reprezentovalo 12 mužů a 12 žen, v tabulce nejsou uvedeni závodníci, kteří nepostoupili do finálových závodů.
| Přehled umístění českých reprezentantů | Přehled umístění českých reprezentantů | Přehled umístění českých reprezentantů | Přehled umístění českých reprezentantů | Přehled umístění českých reprezentantů | Přehled umístění českých reprezentantů | Přehled umístění českých reprezentantů | Přehled umístění českých reprezentantů | Přehled umístění českých reprezentantů | Přehled umístění českých reprezentantů | Přehled umístění českých reprezentantů | Přehled umístění českých reprezentantů |
| Muži                                   | Muži                                   | Muži                                   | Muži                                   | Muži                                   | Muži                                   | Ženy                                   | Ženy                                   | Ženy                                   | Ženy                                   | Ženy                                   | Ženy                                   |
| Jméno                                  | Klasika                                | Krátká                                 | Sprint                                 | Štafety                                | Mix štafety                            | Jméno                                  | Klasika                                | Krátká                                 | Sprint                                 | Štafety                                | Mix štafety                            |
| -------------------------------------- | -------------------------------------- | -------------------------------------- | -------------------------------------- | -------------------------------------- | -------------------------------------- | -------------------------------------- | -------------------------------------- | -------------------------------------- | -------------------------------------- | -------------------------------------- | -------------------------------------- |
| Daniel Hájek                           | 33. místo                              | X                                      | X                                      | X                                      | X                                      | Marta Fenclová                         | X                                      | X                                      | 50. místo                              | X                                      | X                                      |
| Vojtěch Král                           | X                                      | 15. místo                              | 11. místo                              | 3. místo                               | 5. místo                               | Vendula Horčičková                     | X                                      | 35. místo                              | 32. místo                              | X                                      | X                                      |
| Pavel Kubát                            | 20. místo                              | 34. místo                              | X                                      | X                                      | X                                      | Adéla Indráková                        | 34. místo                              | 24. místo                              | X                                      | X                                      | X                                      |
| Miloš Nykodým                          | 15. místo                              | 17. místo                              | X                                      | X                                      | X                                      | Jana Knapová                           | 23. místo                              | 22. místo                              | X                                      | 5. místo                               | 5. místo                               |
| Jan Petržela                           | 14. místo                              | 18. místo                              | X                                      | 3. místo                               | X                                      | Denisa Kosová                          | X                                      | 47. místo                              | 24. místo                              | 5. místo                               | 5. místo                               |
| Martin Poklop                          | X                                      | X                                      | 48. místo                              | X                                      | X                                      | Michaela Omová                         | 40. místo                              | X                                      | X                                      | X                                      | X                                      |
| Jan Procházka                          | X                                      | 27. místo                              | X                                      | X                                      | 5. místo                               | Lenka Poklopová                        | 43. místo                              | X                                      | X                                      | X                                      | X                                      |
| Jan Šedivý                             | 10. místo                              | 6. místo                               | X                                      | 3. místo                               | X                                      | Dana Šafka Brožková                    | 9. místo                               | 31. místo                              | X                                      | 5. místo                               | X                                      |
|                                        |                                        |                                        |                                        |                                        |                                        | Monika Topinková                       | X                                      | X                                      | 24. místo                              | X                                      | X                                      |